# German Dry Docks

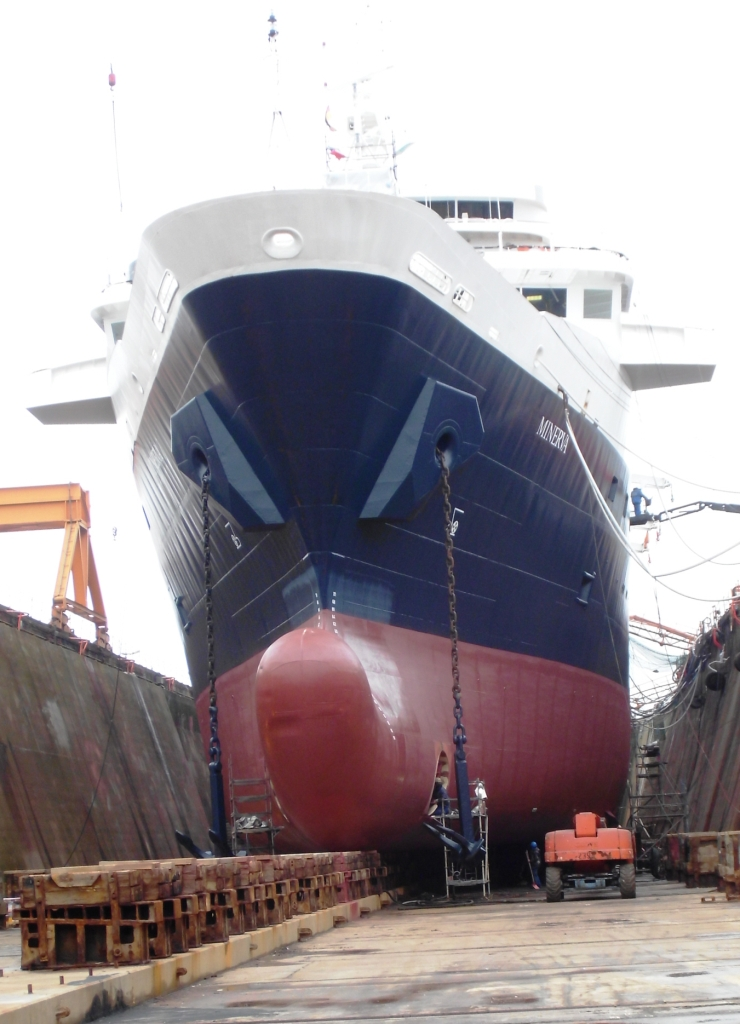
Dock 1, Kaiserdock I. Im Dock liegt die Minerva.

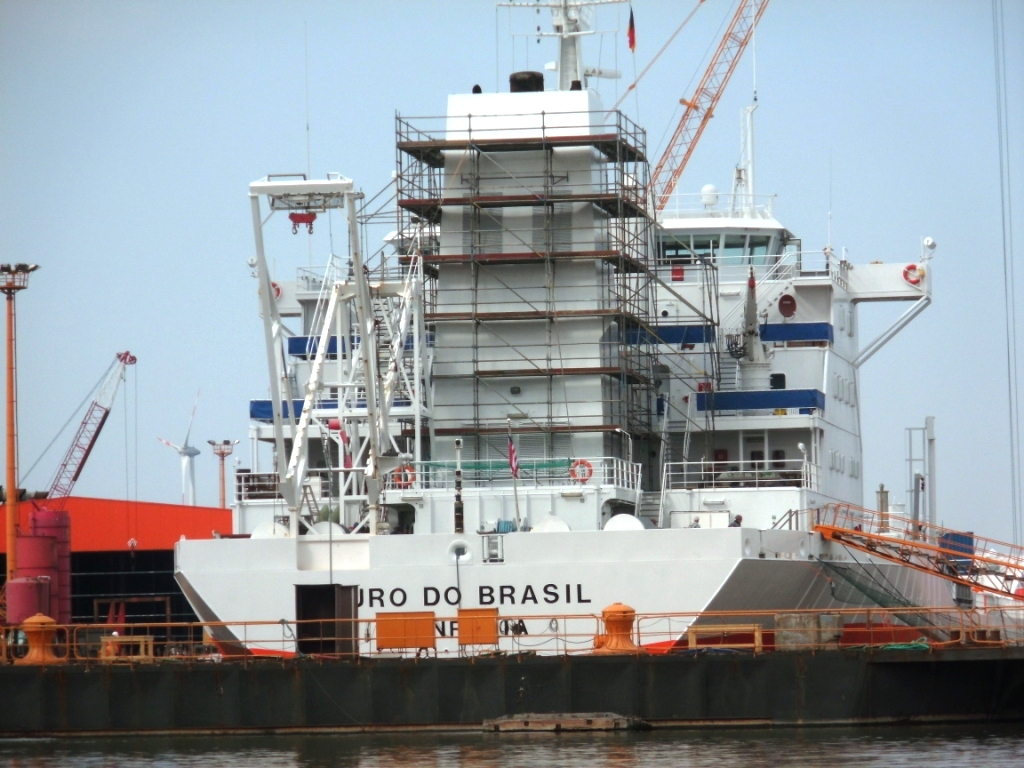
Dock 2, Blick auf das Docktor vom Kaiserdock II der Lloyd-Werft. Darin liegt der Orangensaftkonzentrattanker Ouro do Brasil

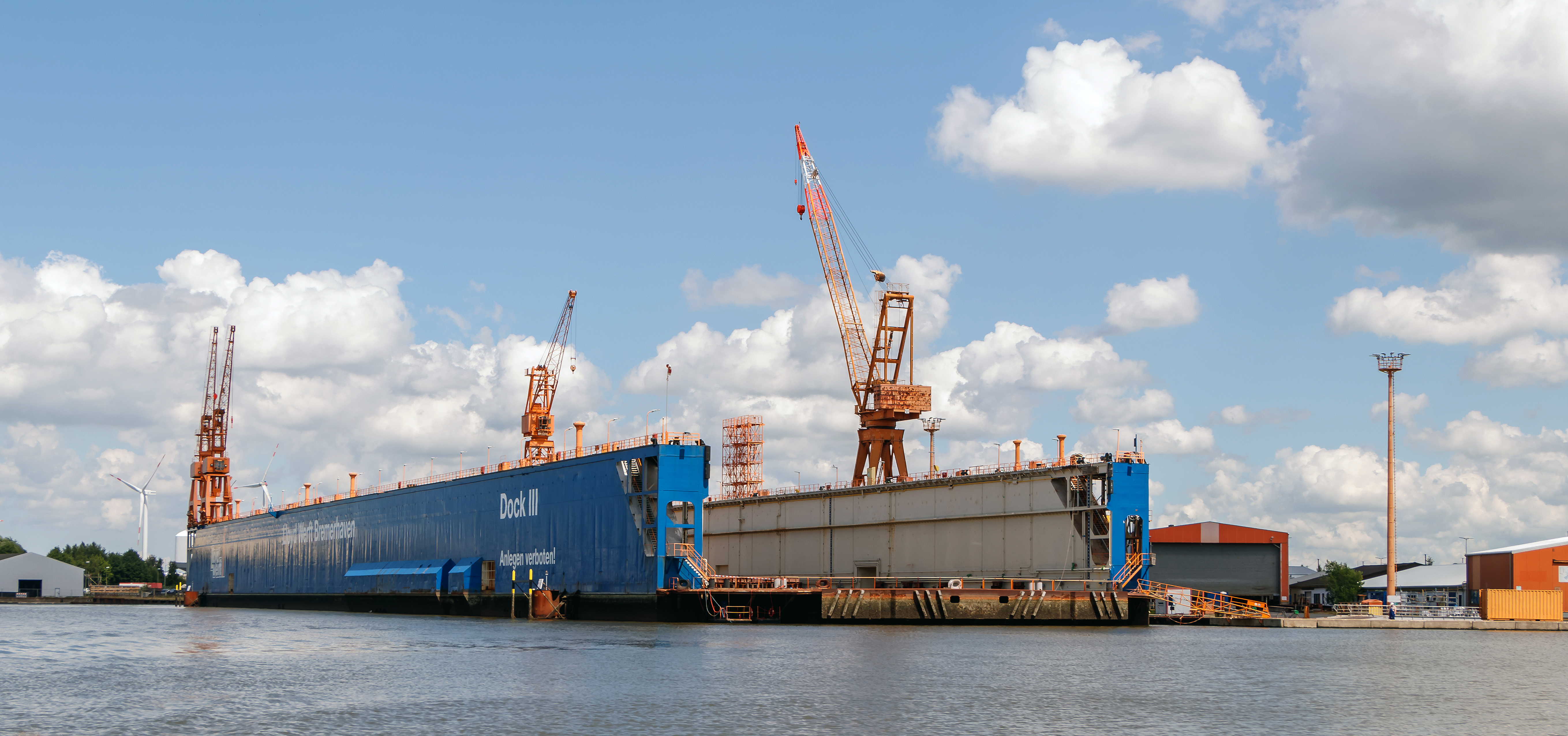
Dock 3, Schwimmdock der Lloyd-Werft

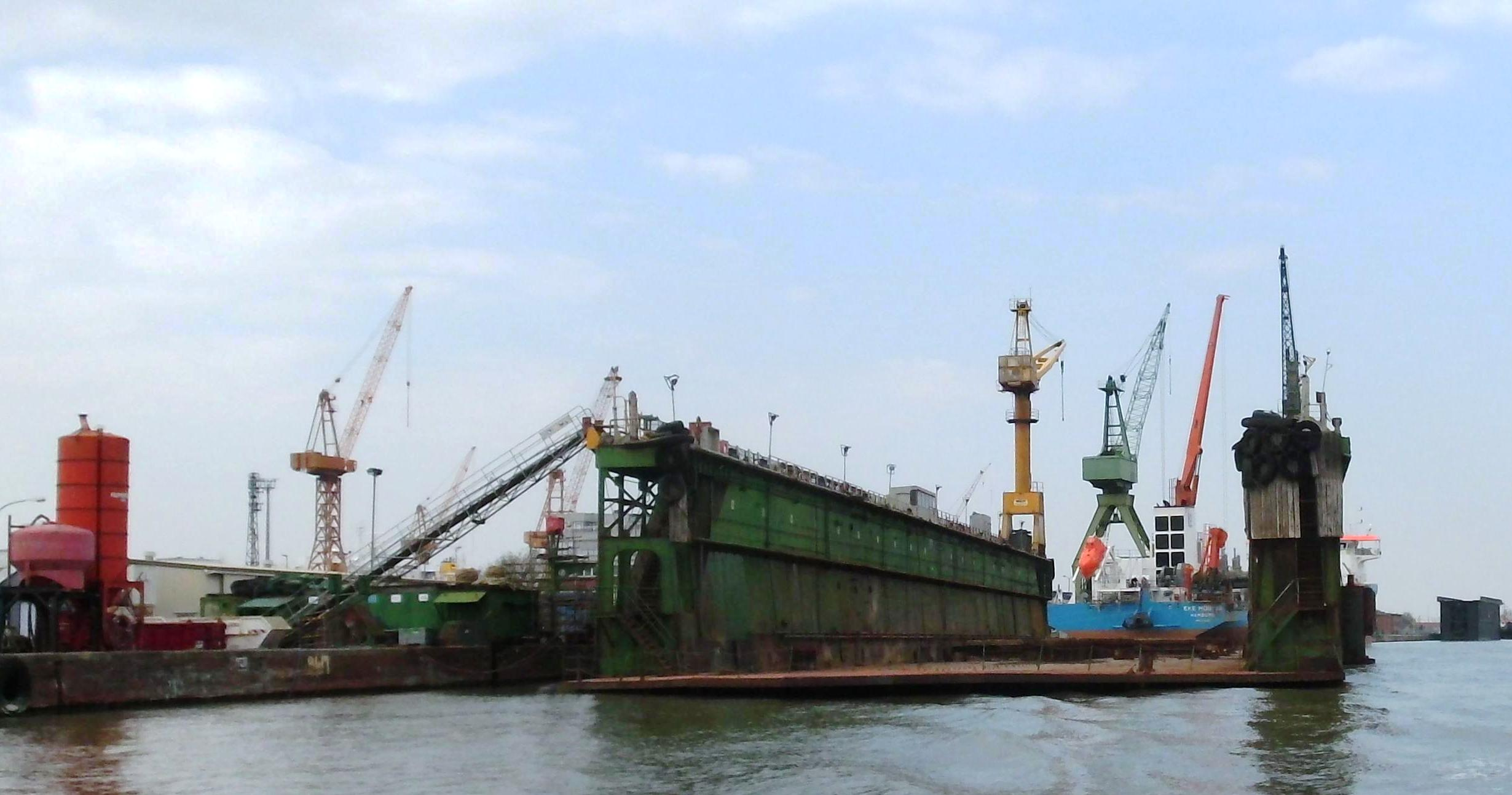
Dock 4, Rickmers-Lloyd-Schwimmdock

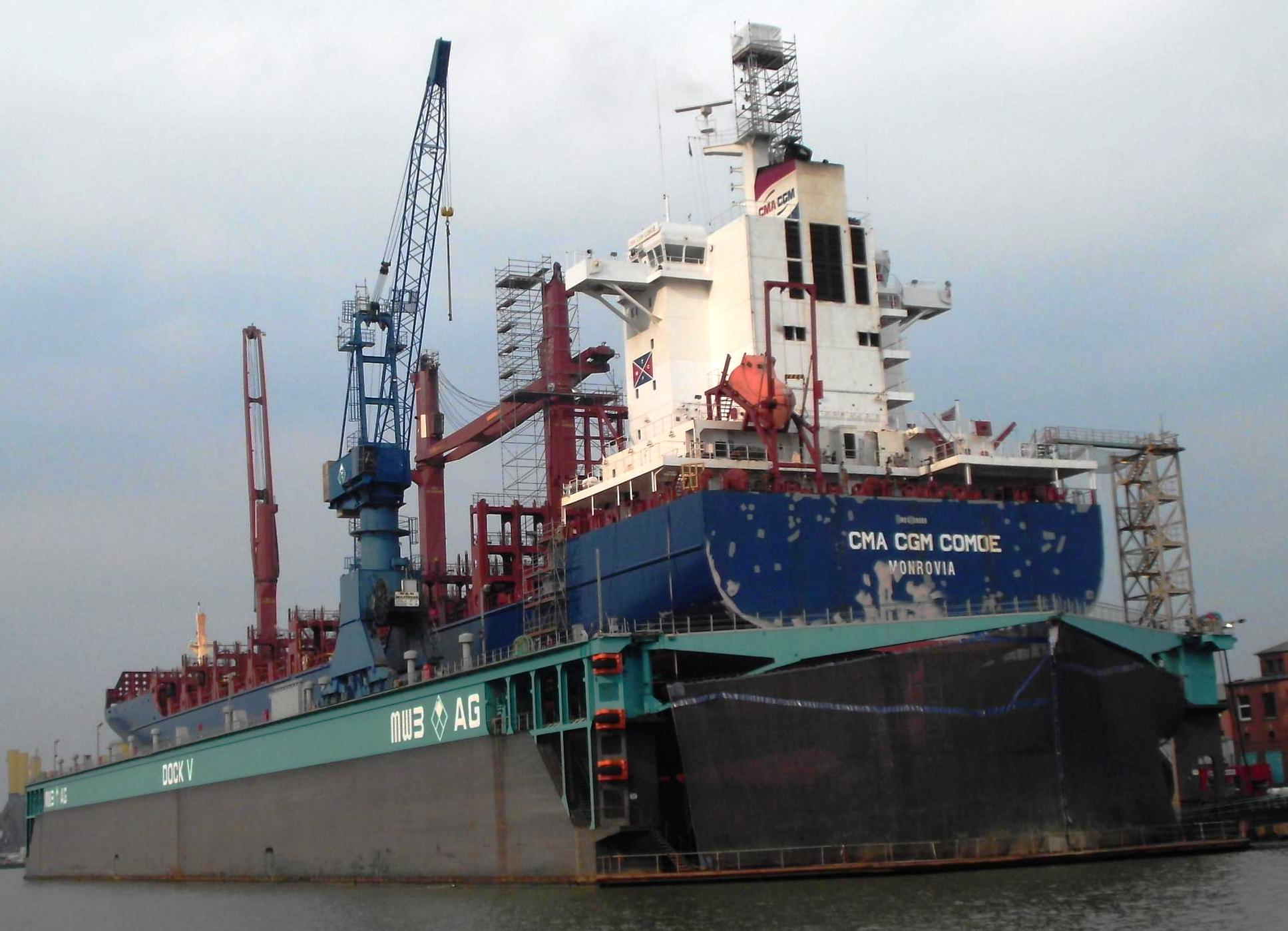
Dock 5, MWB-Schwimmdock

Die German Dry Docks AG (GDD) war ein Schiffbau-Unternehmen in Bremerhaven.

## Geschichte
German Dry Docks entstand als ein Werftenverbund der Rickmers-Lloyd-Dockbetrieb und des Geschäftsbereichs Schiffstechnik der MWB Motorenwerke Bremerhaven.
Der Werftenverbund wurde Anfang 2013 mit etwa 100 Mitarbeitern gebildet. Dazu gehörten vier eigene Schwimmdocks. Außerdem wurde mit der Lloyd-Werft eine Kooperation eingegangen, so dass zwei weitere große Docks, ein Trocken- und ein Schwimmdock, zur Verfügung stehen. Insgesamt kann German Dry Docks im Bremerhavener Kaiserhafen damit über sechs Docks mit bis zu 38 Metern Breite und maximal 335 Metern Länge und bis zu 11,5 Metern Tiefgang über den Kielpallen verfügen.
Ab Sommer 2016 wurde der Betrieb unter dem Label Docking, Repair, Retrofit unter dem Dach der neu gegründeten German Dry Docks AG geführt. Diese entstand aus der Fusion der bisherigen German Dry Docks GmbH & Co. KG mit der MWB Motorenwerke Bremerhaven AG. Den Vorsitz im Aufsichtsrat der neuen AG übernahm Nadine Petram, 2016 wurden 183 Fachkräfte beschäftigt.
Die enge Zusammenarbeit mit Bredo in Bremerhaven und der Mützelfeldtwerft in Cuxhaven wurde weiterentwickelt, und zum 1. Januar 2018 wurden diese innerhalb der Werften-Allianz German Dry Docks Group zusammengeführt. Das operative Dockgeschäft der German Dry Docks übernahm Bredo. Zum 1. Juni 2018 wechselte ein Großteil der Beschäftigten von der German Dry Docks AG zu Bredo, die nun unter dem Namen BREDO Dry Docks auftritt. Die bisherige German Dry Docks konzentriert sich seitdem als Projektgesellschaft auf Spezial- und Großprojekte. Zum Firmenverbund gehören außerdem das eigenständige Unternehmen MWB Marine Services, das zusammen mit der Zeppelin Power Systems GmbH & Co KG (ZPS) als Spezialist für Antriebe auftritt.
Im Juli 2019 verkaufte Petram seine schiffbaulichen Aktivitäten in Bremerhaven (Bredo und German Dry Docks) komplett an die Heinrich Rönner Gruppe.

## Docks
Dock 1 (Trockendock, Kaiserdock I, Lloyd-Werft Bremerhaven)
- Länge über alles: 222,0 m
- Breite über alles: 32,0 m
- Nutzbare Innenbreite: 26,0 m
- Kran-Kapazität: 1 × 35 t

Dock 2 (Trockendock, Kaiserdock II, Lloyd-Werft Bremerhaven)
- Länge über alles: 335,0 m
- Breite über alles: 40,0 m
- Nutzbare Innenbreite: 35,0 m
- Kran-Kapazität: 1 × 35 t und 1 × 50 t

Dock 3 (Schwimmdock, Lloyd-Werft Bremerhaven)
- Länge über alles: 280,5 m
- Breite über alles: 47,0 m
- Nutzbare Innenbreite: 38,0 m
- Hebefähigkeit: 35.000 t
- Kran-Kapazität: 1 × 60 t und 3 × 15 t

Dock 4 (Schwimmdock, Rickmers Lloyd)
- Länge über alles: 147,0 m
- Breite über alles: 28,0 m
- Nutzbare Innenbreite: 21,0 m
- Hebefähigkeit: 7.200 t
- Kran-Kapazität: 1 × 10 t und 1 × 5 t

Dock 5 (Schwimmdock, MWB)
- Länge über alles: 215,0 m
- Breite über alles: 44,0 m
- Nutzbare Innenbreite: 35,0 m
- Hebefähigkeit: 20.000 t
- Kran-Kapazität: 1 × 25 t

Dock 6 (Schwimmdock, MWB)
- Länge über alles: 162,52 m
- Breite über alles: 31,3 m
- Nutzbare Innenbreite: 24,0 m
- Hebefähigkeit: 8.000 t
- Kran-Kapazität: 1 × 5 t und 1 × 6,5 t